# Władysław Szczepański (grafik)
Władysław Szczepański (ur. 18 lipca 1951 we Lwowie) – polski artysta grafik, profesor sztuk plastycznych.

## Życiorys
W 1977 ukończył studia z zakresu grafiki w Wyższej Szkole Poligraficznej we Lwowie. Jego nauczycielem był prof. Mieczysław Gębarowicz. Wykształcenie uzupełnił o podyplomowe studia doskonalenia pedagogicznego w Wyższej Szkole Pedagogicznej w Kielcach (1990). Kwalifikacje pierwszego stopnia uzyskał w 1991, natomiast przewód kwalifikacyjny drugiego stopnia przeprowadził w 1995 na Akademii Sztuk Pięknych w Warszawie. Tytuł profesora sztuk plastycznych otrzymał 19 kwietnia 2002.
W latach 1977–1988 kierował Pracownią Sztuk Plastycznych Domu Kultury we Lwowie. Po przyjeździe do Polski, podjął w 1989 pracę w Wyższej Szkole Pedagogicznej w Kielcach, przekształconej następnie w Akademię Świętokrzyską i Uniwersytet Jana Kochanowskiego. Początkowo zatrudniony był na stanowisku starszego asystenta, a później adiunkta (1991) i od 1996 profesora w Instytucie Sztuk Pięknych na Wydziale Pedagogicznym i Artystycznym. Zawodowo związany również z Wydziałem Budownictwa i Architektury Politechniki Świętokrzyskiej.
Uprawia rysunek, malarstwo i grafikę. Po zakończeniu studiów podjął eksperymenty w dziedzinie abstrakcjonizmu. Uczestniczył w wystawach zbiorowych w Polsce, Rosji, Czechach, Rumunii, Belgii i na Węgrzech. Jego prace znajdują się w zbiorach m.in. Florean Museum w Baia Mare i Musée du Petit Format w Viroinval. W 1992 ukazała się, nakładem  Zakładu Narodowego im. Ossolińskich, teka jego rysunków: Lwów w zbiorze rysunków Władysława Szczepańskiego. Oczyma szarego człowieka (1983–1986). W 2002 Stowarzyszenie Muzealników Polskich Oddział Świętokrzyski wydało album jego prac pt. O zmierzchu. Kielce.
Odznaczony został m.in. Srebrnym Krzyżem Zasługi.